# 24-Stunden-Rennen von Spa-Francorchamps 1980

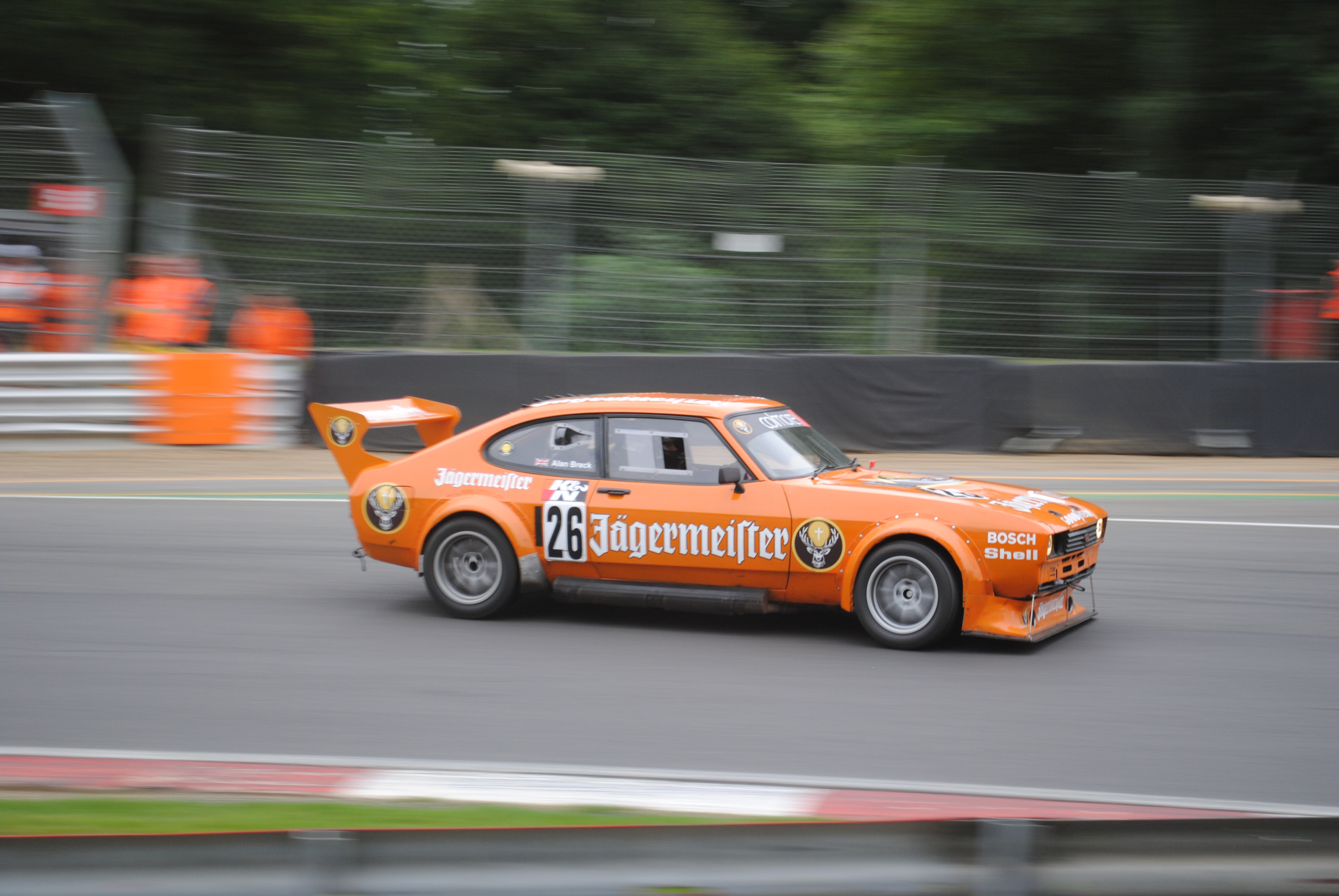
Ford Capril Mark III

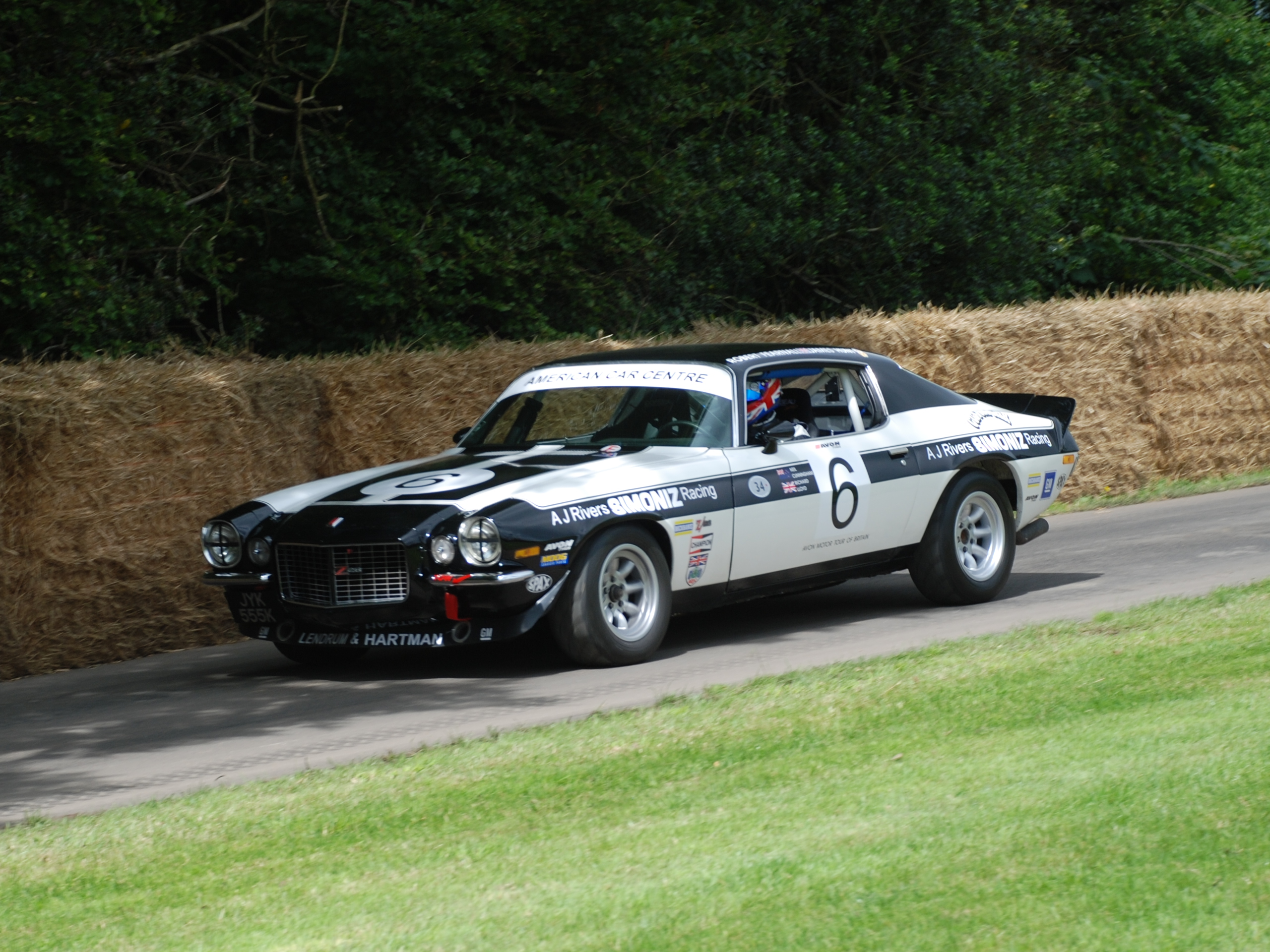
Chevrolet Camaro Z28

Das 32. 24-Stunden-Rennen von Spa-Francorchamps, auch 24 H/U Spa-Francorchamps, Grand Prix du Millenaire de Liege, fand vom 26. bis 27. Juli 1980 auf dem Circuit de Spa-Francorchamps statt und war der zwölfte Wertungslauf der Sportwagen-Weltmeisterschaft dieses Jahres.

## Das Rennen
100.000 Besucher kamen am Rennwochenende in die Ardennen, um das 24-Stunden-Rennen dieses Jahres an Ort und Stelle mitverfolgen zu können. Die Veranstaltung hatte 1980 den Status eines Sportwagen-Weltmeisterschaftslaufes und zählte wie im Vorjahr zur World-Challenge der Langstreckenfahrer. Schnellster im Qualifikationstraining war Guy Fréquelin in einem BMW 530i, der in seiner besten Runde eine Zeit von 2:56,500 Minuten fuhr. Diese Rundenzeit entsprach einer Durchschnittsgeschwindigkeit von 142,287 km/h. Fréquelins prominente Teamkollegen waren die beiden Formel-1-Piloten Jacques Laffite und Didier Pironi.
Vom Start weg übernahm Jacques Laffite im BMW die Führung, die danach Teamkollege Didier Pironi bis zum Motorschaden hielt. In der Folge führten erst die Chevrolet Camaro Z28 von Reine Wisell (Startnummer 15) und Jean Xhenceval (Startnummer 18) sowie der Ford Capri III 3.0S (Startnummer 1) mit Gordon Spice am Steuer.  In der vierten Rennstunde kam der BMW 320i von Pierre Dieudonné, Eddy Joosen und Dirk Vermeersch an die Spitze der Rennwertung und hielt sie bis in die 20. Stunde. Zwei Lager- und ein Reifenschaden kosteten die überlegene Führung. Im Ziel fehlten dem Trio 2,45 Minuten auf den siegreichen BMW der Martin-Brüder Jean-Michel und Philippe, die ihren Vorjahreserfolg wiederholen konnten.
Die Klasse für Tourenwagen bis 2,5 Liter Hubraum gewannen Herbert Kummle, Karl Mauer und Mario Ketterer im Ford Escort II RS 2000. Die Klasse der Tourenwagen bis 1,6 Liter Hubraum gewann ein belgischer Toyota Corolla GT.

## Ergebnisse

### Schlussklassement
| 1                  | T + 2.5 | 3  | Belga Castrol Team            | Jean-Michel Martin Philippe Martin                          | Ford Capri III 3.0S    | 425 |
| 2                  | T + 2.5 | 16 | Joosen Racing Carling Castrol | Pierre Dieudonné Eddy Joosen Dirk Vermeersch                | BMW 530i               | 425 |
| 3                  | T + 2.5 | 39 | JMS Racing Team               | Claude Ballot-Léna Jean-Claude Andruet                      | BMW 530i               | 420 |
| 4                  | T + 2.5 | 34 | Romain Feitler                | Lucien Guitteny Gérard Bleynie                              | BMW 530i               | 418 |
| 5                  | T + 2.5 | 36 | Equipe Esso GB                | Vince Woodman Jonathan Buncombe Peter Clark                 | Ford Capri III 3.0S    | 417 |
| 6                  | T 2.5   | 43 | Ford Berkenkamp Racing        | Herbert Kummle Karl Mauer Mario Ketterer                    | Ford Escort II RS 2000 | 415 |
| 7                  | T + 2.5 | 2  | Belga Castrol Team            | Andy Rouse Thierry Tassin                                   | Ford Capri III 3.0S    | 415 |
| 8                  | T + 2.5 | 17 | Joosen Racing Carling Castrol | Daniël Herregods Daniël Rombaut Dirk Vermeersch             | BMW 530i               | 414 |
| 9                  | T + 2.5 | 1  | Belga Castrol Team            | Gordon Spice Alain Semoulin                                 | Ford Capri III 3.0S    | 407 |
| 10                 | T + 2.5 | 23 | Dealer Opel Team Tuning       | Johann Weisheidinger Dietmar Hackner Herbert Herler         | Opel Monza 3.0E        | 407 |
| 11                 | T + 2.5 | 27 | Team Willeme                  | Jean-Pierre Jaussaud Jean-Luc Thérier                       | Ford Capri III 3.0S    | 402 |
| 12                 | T + 2.5 | 21 | Dealer Opel Team Tuning       | Raymond van Hove Valentin Simons Dirk van Rompuy            | Opel Monza 3.0E        | 397 |
| 13                 | T 2.5   | 56 | Philippe van de Velde         | Philippe van de Velde Robert Hanon                          | Ford Escort II RS 2000 | 394 |
| 14                 | T 1.6   | 72 | I.M.C. Toyota                 | Claude Holvoet Philippe de Leener Freddy Fruhauf            | Toyota Corolla GT      | 393 |
| 15                 | T 2.5   | 46 | BMW Dealer                    | Jean Wansart Claude de Wael Armin Hahne                     | BMW 323i               | 391 |
| 16                 | T + 2.5 | 10 | BBL Team with Michel De Deyne | Philippe Bervoets Guy Trigaux                               | Ford Capri III 3.0S    | 384 |
| 17                 | T + 2.5 | 14 | Luigi Racing Bastos           | Jean Xhenceval Alain Cudini                                 | Chevrolet Camaro Z28   | 381 |
| 18                 | T 1.6   | 63 | Belgian V.W. Club             | Reynald Martin Gérard Cerruti Tony Gillet                   | VW Scirocco GTI        | 379 |
| 19                 | T 1.6   | 60 | Belgian V.W. Club             | Philippe Ménage André Hardy Pierre Fermine                  | VW Golf GTI            | 377 |
| 20                 | T 1.6   | 61 | Belgian V.W. Club             | Bernard Carlier Bernard de St. Hubert                       | VW Scirocco GTI        | 363 |
| 21                 | T 2.5   | 52 | T.W.R. Mazda Motul Team       | John Morrison Bernard Béguin Didier Theys Jeff Allam        | Mazda RX-7             | 358 |
| 22                 | T 2.5   | 53 | T.W.R. Mazda Motul Team       | Bernard de Dryver Yōjirō Terada David Palmer Derek Bell     | Mazda RX-7             | 352 |
| Disqualifiziert    |         |    |                               |                                                             |                        |     |
| 23                 | T 2.5   | 41 | Ford Euro Motor Luxembourg    | John Lagodny Nico Demuth Uwe Reich                          | Ford Escort II RS 2000 | 273 |
| Ausgefallen        |         |    |                               |                                                             |                        |     |
| 24                 | T + 2.5 | 7  | Serge Power Bastos Racing     | Romain Feitler Remy Marquet Pierre Bos                      | Ford Capri III 3.0S    | 347 |
| 25                 | T 2.5   | 50 | T.W.R. Mazda Motul Team       | Win Percy Pete Lovett                                       | Mazda RX-7             | 347 |
| 26                 | T 1.6   | 66 | Kredietbank Racing            | Marc Piessens Christine Beckers Heinz-Jürgen Hoffknecht     | VW Scirocco GTI        | 318 |
| 27                 | T 1.6   | 66 | Kredietbank Racing            | René Thibault Jean-Claude Boucher Michel Lemonnier          | VW Scirocco GTI        | 292 |
| 28                 | T 2.5   | 55 | Edward Schinkel               | Marc Demol Edward Schinkel Roger van Peteghem               | Ford Escort II RS 2000 | 204 |
| 29                 | T + 2.5 | 11 | BBL Team with Michel De Deyne | Teddy Pilette Patrick Nève Jacques Goujon                   | Ford Capri III 3.0S    | 193 |
| 30                 | T + 2.5 | 28 | Team Willeme                  | Stuart Graham Axel Plankenhorn                              | Ford Capri III 3.0S    | 183 |
| 31                 | T + 2.5 | 30 | American Motor RT Europe      | Les Blackburn Les Delano Bob Akin                           | Ford Capri III 3.0S    | 180 |
| 32                 | T + 2.5 | 9  | BBL Team with Michel De Deyne | Michel de Deyne Alain Corbisier Jacques Goujon Patrick Nève | Ford Capri III 3.0S    | 163 |
| 33                 | T + 2.5 | 8  | Serge Power Bastos Racing     | Ernesto Soto Pierre Honegger Jean-Paul Libert               | Ford Capri III 3.0S    | 154 |
| 34                 | T 2.5   | 40 | Ford Euro Motor Luxembourg    | Rudolf Dötsch Romain Wolff Helmut Gall                      | Ford Escort II RS 2000 | 133 |
| 35                 | T 2.5   | 44 | Ford Berkenkamp Racing        | Holger Soltwedel Günther Braumüller Alain Beauchef          | Ford Escort II RS 2000 | 130 |
| 36                 | T + 2.5 | 31 | ADP Computer Service          | Henny Hemmes Loek Vermeulen Huub Vermeulen                  | Chevrolet Camaro Z28   | 124 |
| 37                 | T + 2.5 | 33 | Plastic Bertrand              | Carlo Facetti Pascal Witmeur Jean-Jacques Feider            | BMW 530i               | 114 |
| 38                 | T 1.6   | 64 | BBL RT with Michel De Deyne   | Jean-Claude Toby Philippe Lacroix Michel Chapel             | VW Scirocco GTI        | 93  |
| 39                 | T + 2.5 | 4  | Belga Castrol Team            | Marc Duez Freddy Semoulin Jean-Louis Dumont                 | Ford Capri III 3.0S    | 91  |
| 40                 | T + 2.5 | 15 | Luigi Racing Bastos           | Reine Wisell André Lierneux Georges Cremer                  | Chevrolet Camaro Z28   | 86  |
| 41                 | T 1.6   | 68 | Abex Pagid Racing Team        | Peter Seikel Hans-Joachim Nowak Willi Bergmeister           | Audi 80 GTE            | 69  |
| 42                 | T + 2.5 | 26 | Ecurie G. Benoit              | Jacques Laffite Didier Pironi Guy Fréquelin                 | BMW 530i               | 64  |
| 43                 | T 2.5   | 45 | Ford Berkenkamp Racing        | Hartmut Bauer Winfried Vogt                                 | Ford Escort II RS 2000 | 57  |
| 44                 | T + 2.5 | 5  | Serge Power Bastos Racing     | Guy Pirenne Albert Vanierschot                              | Ford Capri III 3.0S    | 48  |
| 45                 | T 2.5   | 51 | T.W.R. Mazda Motul Team       | Derek Bell Jeff Allam                                       | Mazda RX-7             | 47  |
| 46                 | T + 2.5 | 12 | BBL Team with Michel De Deyne | Frank de Caluwe Luc De Cock „Frikel“                        | Ford Capri III 3.0S    | 41  |
| 47                 | T + 2.5 | 25 | Ecurie G. Benoit              | Guy Fréquelin Jacques Daumet Daniel Benoit                  | BMW 530i               | 39  |
| 48                 | T 1.6   | 65 | Kredietbank Racing            | Jochen Mass Marc Piessens Heinz-Jürgen Hoffknecht           | Audi 80 GTE            | 39  |
| 49                 | T + 2.5 | 6  | Serge Power Bastos Racing     | Claude Bourgoignie Hervé Regout                             | Ford Capri III 3.0S    | 21  |
| 50                 | T 2.5   | 42 | Ford Euro Motor Luxembourg    | Rudy Horst Herbert Pfaffen Guy Nève                         | Ford Escort II RS 2000 | 21  |
| Nicht gestartet    |         |    |                               |                                                             |                        |     |
| 51                 | T + 2.5 | 19 | Canada Fish Racing Team       | Manuel Sanjurjo Jaime Sanz de Madrid Juan Carlos Oñoro      | Ford Capri III 3.0S    | 1   |
| Nicht qualifiziert |         |    |                               |                                                             |                        |     |
| 52                 | T + 2.5 | 18 | Joosen Racing Carling Castrol | Michel Delcourt Dany Swyssen Jean-Marie Baert               | BMW 530i               | 2   |
| 53                 | T + 2.5 | 33 | Dealer Opel Team Tuning       | Charles van Stalle Francis Polak René Tricot                | Opel Monza 3.0E        | 3   |
| 54                 | T + 2.5 | 24 | Dealer Opel Team Tuning       | Herbert Herler Hugo Nückel Hanno Schumacher                 | Opel Monza 3.0E        | 4   |
| 55                 | T + 2.5 | 35 | Michel Paulus Racing          | Michel Paulus Umberto Grano Pierre de Thoisy                | BMW 530i               | 5   |
| 56                 | T 2.5   | 47 | BMW Dealer                    | Erwin van den Broeck Jacques Berger André Gavage            | BMW 323i               | 6   |
| 57                 | T 2.5   | 48 | BMW Dealer                    | Hermès Delbar Jean Bourdeaud'hui Jean-Charles Goris         | BMW 323i               | 7   |
| 58                 | T + 2.5 | 54 | Manu de Caluwé                | Manu de Caluwé Theo Koks Manu Goossens                      | Opel Monza 3.0E        | 8   |
| 59                 | T 2.5   | 58 | Screen Center Pit Weirig      | Aloyse Kridel Pit Weirig Etienne Barras                     | Ford Escort II RS 2000 | 9   |
| 60                 | T 1.6   | 62 | Belgian V.W. Club             | Pierre Jamin Tony Gillet Pierre Vaillant                    | VW Scirocco GTI        | 10  |
| 61                 | T 1.6   | 69 | East Belgian Racing Team      | Jürgen Barth Axel Huweler Leon Clohse                       | Audi 80 GTE            | 11  |
| 62                 | T 1.6   | 71 | I.M.C. Toyota                 | Emmanuel Remion José Close Chip Ganassi                     | Toyota Corolla GT      | 12  |
| 63                 | T 1.6   | 73 | I.M.C. Toyota                 | Jacques Janssens Marc Donner Guy Katsers                    | Toyota Corolla GT      | 13  |

1 Unfall im Training
2 nicht qualifiziert
3 nicht qualifiziert
4 nicht qualifiziert
5 nicht qualifiziert
6 nicht qualifiziert
7 nicht qualifiziert
8 nicht qualifiziert
9 nicht qualifiziert
10 nicht qualifiziert
11 nicht qualifiziert
12 nicht qualifiziert
13 nicht qualifiziert

### Nur in der Meldeliste
Zu diesem Rennen sind keine weiteren Meldungen bekannt.

### Klassensieger
| Klasse  | Fahrer             | Fahrer             | Fahrer         | Fahrzeug               | Platzierung im Gesamtklassement |
| ------- | ------------------ | ------------------ | -------------- | ---------------------- | ------------------------------- |
| T + 2.5 | Jean-Michel Martin | Philippe Martin    |                | Ford Capri III 3.0S    | Gesamtsieg                      |
| T 2.5   | Herbert Kummle     | Karl Mauer         | Mario Ketterer | Ford Escort II RS 2000 | Rang 6                          |
| T 1.6   | Claude Holvoet     | Philippe de Leener | Freddy Fruhauf | Toyota Corolla GT      | Rang 14                         |

### Renndaten
- Gemeldet: 63
- Gestartet: 50
- Gewertet: 22
- Rennklassen: 3
- Zuschauer: 100000
- Wetter am Renntag: leichter Regen zwischendurch
- Streckenlänge: 6,976 km
- Fahrzeit des Siegerteams: 24:00:00,000 Stunden
- Gesamtrunden des Siegerteams: 425
- Gesamtdistanz des Siegerteams: 2957,824 km
- Siegerschnitt: 123,243 km/h
- Pole Position: Guy Fréquelin – BMW 530i (#25) – 2:56,500 = 142,287 km/h
- Schnellste Rennrunde: Jean Xhenceval – Chevrolet Camaro Z28 (#14) – 2:59,600 = 139,831 km/h
- Rennserie: 12. Lauf zur Sportwagen-Weltmeisterschaft 1980